# Cometa Hale-Bopp
La cometa Hale-Bopp, indicata formalmente con la sigla C/1995 O1 (Hale-Bopp), è stata, probabilmente, la cometa più osservata del XX secolo e una delle più luminose mai viste da molti decenni. È stata definita come la Grande Cometa del 1997. Fu visibile a occhio nudo per ben diciotto mesi, il doppio della Grande Cometa del 1811 (C/1811 F1).
Fu scoperta il 23 luglio 1995 quando si trovava ancora molto lontano dal Sole e si ritenne che, passandogli vicino, sarebbe potuta diventare luminosissima. Anche se la luminosità di una qualsiasi cometa è molto difficile da prevedere con un certo grado di accuratezza, quando transitò al perielio il 29 marzo 1997 la Hale-Bopp andò oltre le previsioni.

## Scoperta

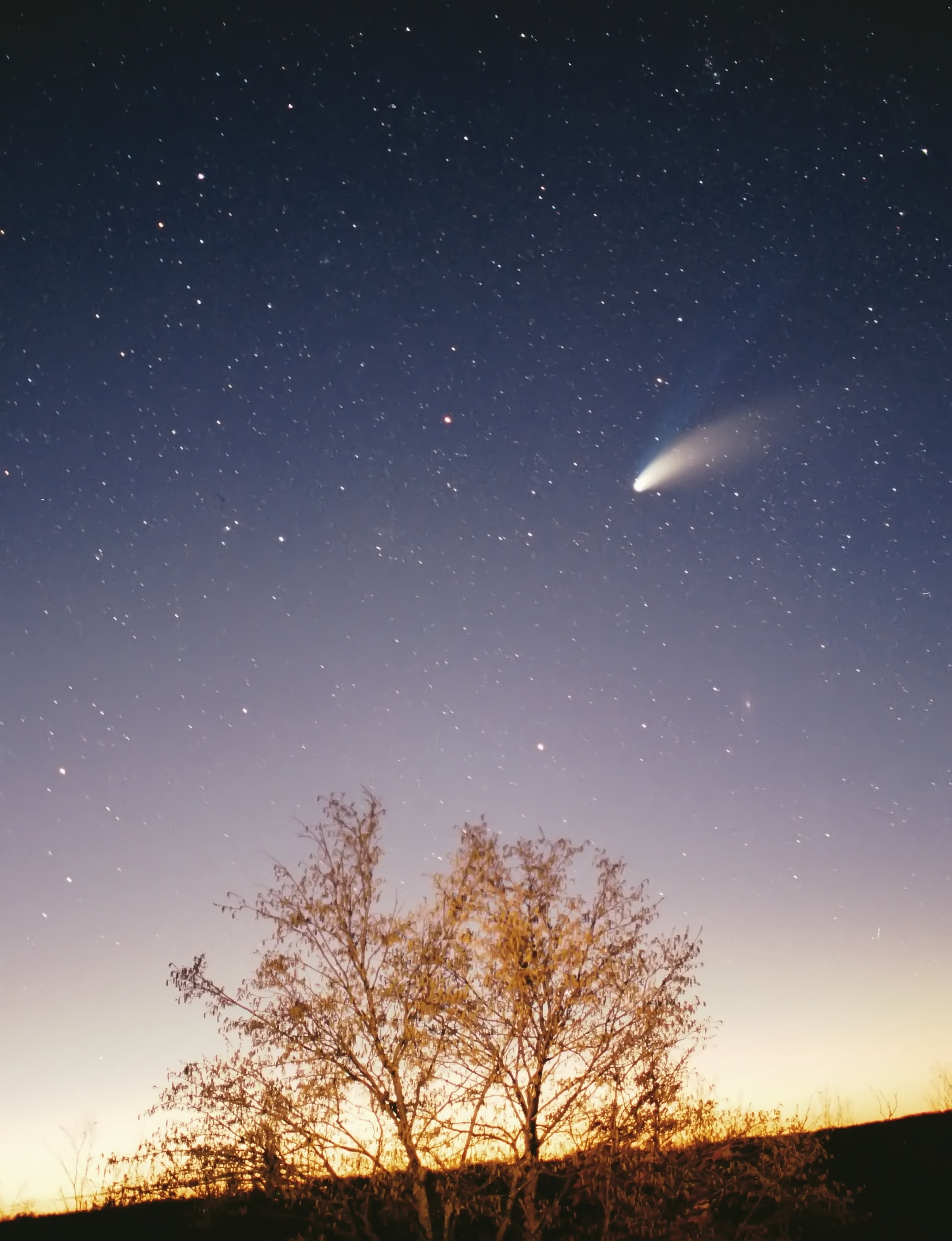
La Grande Cometa del 1997 vista dalla Croazia

La cometa fu scoperta indipendentemente da due osservatori, Alan Hale, astronomo e Thomas Bopp, astrofilo, entrambi statunitensi. Prima della scoperta, Hale trascorse centinaia di ore nella ricerca di una cometa, senza mai trovarne una, ma ad un certo punto mentre stava tracciando traiettorie di comete conosciute dal suo osservatorio in Nuovo Messico, si imbatté in quella a cui avrebbe dato il nome insieme a Bopp: una cometa di 11ª magnitudine vicino all'ammasso globulare M70, nella costellazione del Sagittario. Prima di segnalare la scoperta, Hale verificò che non vi fossero altri oggetti stellari scoperti di recente vicino a M70, consultando anche gli elenchi delle comete conosciute. Verificato che l'oggetto si stava muovendo rispetto alle stelle fisse, Hale contattò il CBAT, l'ufficio a cui vengono segnalate tutte le scoperte astronomiche.
Bopp si trovava vicino a Stanfield in Arizona e stava osservando, con il telescopio di un suo amico, cluster di stelle e galassie, quando per caso si imbatté nella cometa. In un primo momento credette di aver macchiato la lente del telescopio, in quanto gli atlanti stellari non indicavano, in quella regione vicino a M70, la presenza di alcun oggetto conosciuto. La mattina seguente ebbe la conferma che si trattava di una nuova cometa, poi chiamata Hale-Bopp, formalmente denominata C/1995 O1. La scoperta fu annunciata presso l'Unione Astronomica Internazionale con la circolare nº 6187.

## Le prime indagini

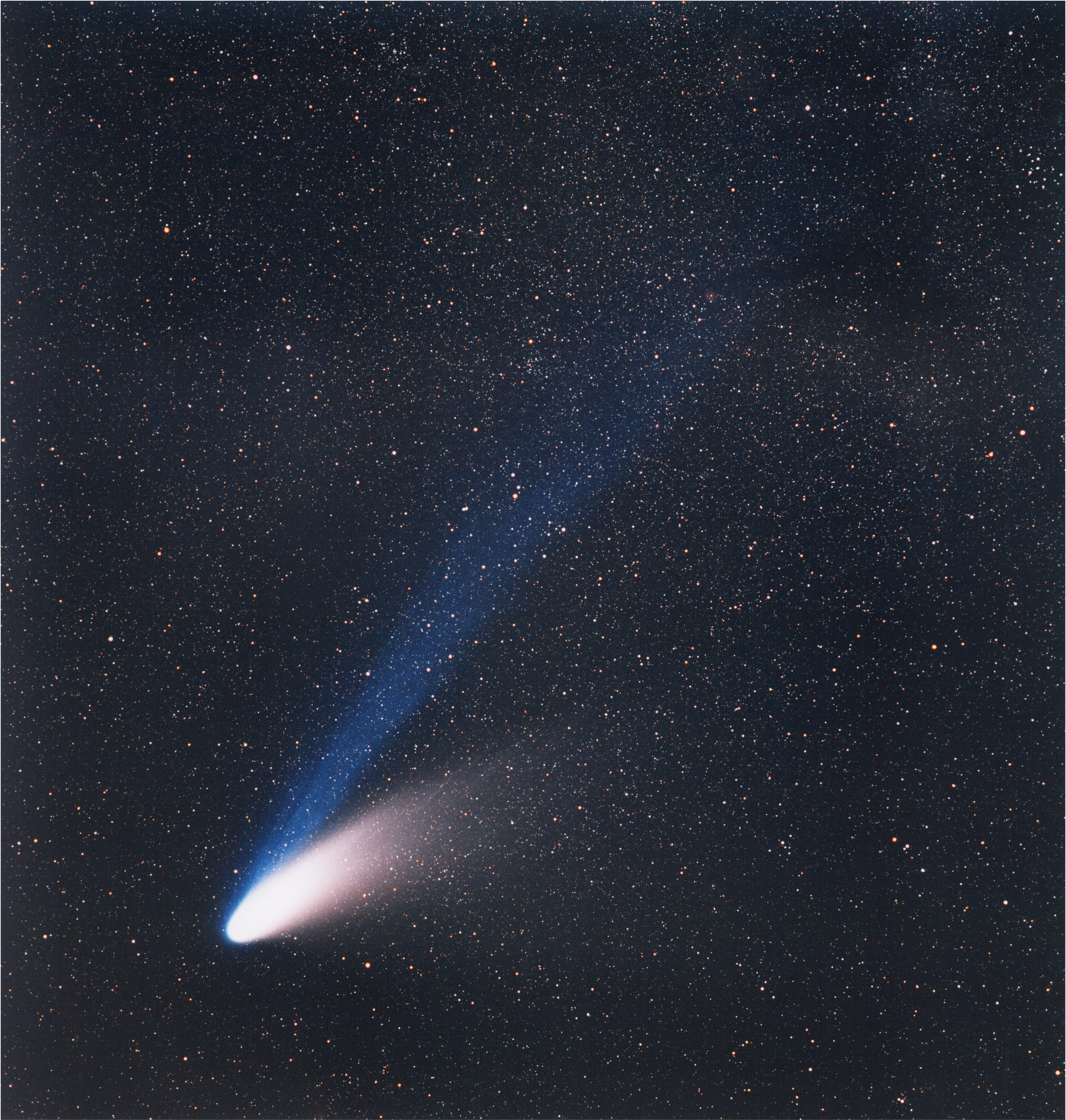
Cometa Hale-Bopp, si possono osservare la bianca coda di polveri e la coda blu di gas (marzo 1997)

Ci si rese conto subito che Hale-Bopp non era una cometa ordinaria. Tanto per cominciare, l'enorme distanza alla quale fu scoperta orbitare, a ben 7,2 unità astronomiche (1,08×109 km), tra Giove e Saturno. La maggior parte delle comete a questa distanza sono estremamente deboli e non presentano attività particolari, ma Hale-Bopp aveva una chioma già osservabile.
Un'immagine presa dall'osservatorio anglo-australiano nel 1993, ben due anni prima della scoperta, mostra la cometa Hale-Bopp a 13 UA dal Sole. A quella distanza la maggior parte delle comete sono ancora invisibili. Per esempio la cometa di Halley era 50.000 volte più debole. Le analisi indicarono che il suo nucleo aveva un diametro di 50 km, pressappoco tre volte le dimensioni della cometa di Halley.
La sua enorme distanza e la sorprendente attività mostravano chiaramente che la cometa Hale-Bopp sarebbe potuta essere una cometa molto luminosa, nel momento in cui avesse raggiunto il perielio nel 1997. Tuttavia gli scienziati cometari invitavano alla cautela, in quanto la luminosità delle comete è estremamente difficile da prevedere dato che possono essere soggette a improvvise eruzioni, che ne diminuscono successivamente la luminosità. La C/1973 E1 Kohoutek nel 1973 era stata annunciata come la "cometa del secolo" ma è risultata alla fine piuttosto insignificante.

## Hale-Bopp diventa una Grande Cometa
Hale-Bopp divenne visibile a occhio nudo nell'estate del 1996; anche se il suo tasso di luminosità si ridusse considerevolemente durante l'ultima metà del 1996, gli scienziati erano ancora abbastanza ottimisti sulla possibilità che la cometa sarebbe potuta essere molto luminosa.
Nel dicembre 1996 era troppo vicina al Sole per poterla osservare ma, quando nel gennaio 1997 riapparve, era abbastanza luminosa da essere osservabile da tutti, persino nel cielo delle grandi metropoli soggette a inquinamento luminoso.

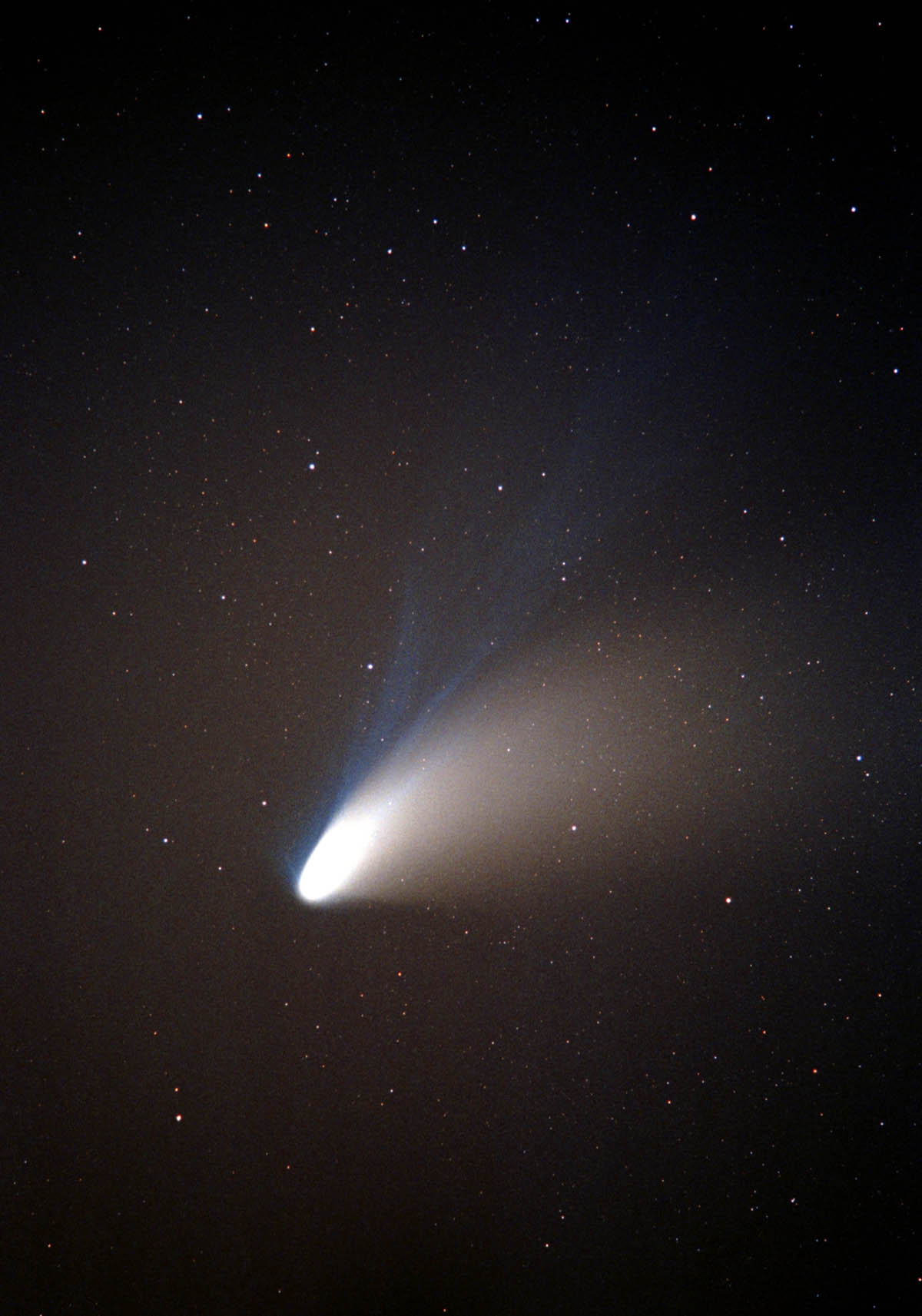
La cometa Hale-Bopp nell'aprile del 1997, dopo il passaggio al perielio

Nel momento in cui si avvicinò al Sole la sua luminosità raggiunse nel febbraio 1997 la 2º magnitudine mostrando la presenza di due code: la prima formata da gas di colore blu in direzione opposta al Sole, mentre la polvere gialla della seconda curvava tangente la sua orbita (vedi foto a fianco). Il 9 marzo 1997 un'eclissi solare in Mongolia permise di osservarla persino durante il giorno. Il 5 marzo raggiunse nell'infrarosso la -6a.
Nel momento del suo passaggio al perielio, il 1º aprile 1997 la cometa era una visione veramente spettacolare. Risplendeva luminosissima, più di qualsiasi stella del cielo, eccetto Sirio, e le sue code si allungavano di 30-40 gradi nel cielo. Ogni giorno la cometa era visibile poco prima che fosse completamente buio. Nel momento in cui passò al perielio, molto vicina al Sole, la cometa era visibile per tutta la notte agli osservatori dell'emisfero boreale.
Per comprendere quanto fosse straordinaria, se fosse passata vicina alla Terra come la cometa Hyakutake (C/1996 B2) nel 1996, la coda della cometa avrebbe coperto tutta la volta del cielo e sarebbe stata luminosa quanto la luna piena.
Tuttavia, anche se il punto più vicino a cui la cometa si è avvicinata alla Terra distava più di un'unità astronomica, (1,315 U.A. il 22 marzo 1997) una distanza che avrebbe reso già invisibili la maggioranza delle comete, Hale-Bopp copriva con le due code, ancora metà della volta celeste, anche se le parti più distanti erano troppo deboli per essere visibili a occhio nudo.

## La cometa si allontana
Dopo il suo passaggio al perielio la cometa si mosse verso l'emisfero sud, ponendo fine al meraviglioso spettacolo che fino a quel momento aveva stupefatto tutti gli osservatori. Essendosi allontanata e ormai visibile solo dall'emisfero australe era ora meno appariscente, anche se fu possibile osservarla per tutta l'estate e l'autunno del 1997, man mano che la sua luminosità si andava affievolendo. L'ultima volta che fu possibile vederla a occhio nudo fu nel dicembre 1997; questo significa che la cometa rimase visibile per 569 giorni o per circa diciotto mesi e mezzo. Il record precedente apparteneva alla Grande Cometa del 1811, che fu visibile per circa nove mesi.
Man mano che la cometa si allontanava la sua luminosità si affievoliva, ma era ancora tenuta sotto osservazione dagli astronomi. Nel 2004, la cometa si trovava poco oltre l'orbita di Urano, ad una distanza di circa 21 UA, ma era ancora osservabile con un grande telescopio. Grazie alle osservazioni si è potuto verificare che è ancora possibile distinguere le due caratteristiche code. La cometa è stata osservata fino al luglio 2022.

## Cambiamenti orbitali
Probabilmente la cometa si è avvicinata per la prima volta al perielio 4.200 anni fa. La sua orbita è quasi perpendicolare al piano dell'eclittica per cui eventuali avvicinamenti ai pianeti del sistema solare sono eventi molto rari. Nel marzo 1997 la cometa è passata a poco meno di 0,77 UA da Giove, abbastanza vicino da subire alterazioni dell'orbita a causa della interazione gravitazionale del pianeta. L'orbita della cometa si è considerevolmente ridotta e si suppone che possa ritornare all'interno del sistema solare tra circa 2.363 anni. Attualmente l'afelio della cometa è situato a circa 354 UA, ridotto dalle precedente 525. Attualmente la cometa ha piccole MOID coi pianeti Giove e Terra, con Giove di sole 0,079 au e con la Terra di sole 0,0878 au: questo fatto comporta la possibilità che in futuri passaggi al perielio la cometa passi in vicinanza di uno, o entrambi, pianeti subendo perturbazioni, anche notevoli, dell'attuale orbita.

## Risultati scientifici
La cometa Hale-Bopp venne intensamente osservata dagli astronomi durante il suo passaggio al perielio e fece fare importanti passi avanti alla scienza cometaria.

## La coda al sodio

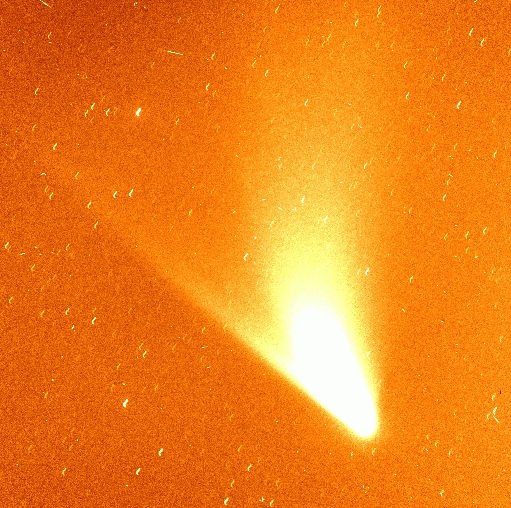
La cometa Hale-Bopp e la sua coda al sodio neutro (la coda si estende alla sinistra del nucleo)

Una delle scoperte più importanti è che essa possiede tre code. Inoltre, oltre alle solite emissioni gassose e alle polveri stellari, Hale-Bopp esibisce una debole coda al sodio, visibile solo con particolari strumenti dotati di speciali filtri. Le emissioni di sodio sono state precedentemente osservate anche in altre comete, ma nessuna dalla coda. La coda al sodio consiste in atomi neutri e si estende per 50 milioni di km in lunghezza.
La sorgente del sodio sembra nascosta nella chioma interna, anche se qualcosa potrebbe trovarsi nel nucleo. Vi sono diversi possibili meccanismi per generare atomi di sodio, compresa la collisione tra grani di polvere che si trovano attorno al nucleo, e mediante "sputtering", ossia emissione di sodio ad intermittenza a causa dell'interazione dei grani di polvere con luce ultravioletta. Tuttavia non si è ancora definito un meccanismo principale responsabile.
Mentre la coda formata da polveri segue la traiettoria dell'orbita della cometa, la coda di gas punta direttamente lontano dal sole, mentre la coda di sodio si situa fra queste due. Questo implica che gli atomi di sodio sono allontanati dalla testa della cometa a causa della pressione di radiazione.

### Abbondanza di deuterio
La cometa di Hale-Bopp presenta un'insolita abbondanza di deuterio, circa il doppio, sotto forma di acqua pesante rispetto alla quantità riscontrabile negli oceani terrestri. Questo implica che, anche se gli impatti cometari sono stati una sorgente significativa per spiegare l'acqua presente negli oceani sulla Terra, essi non possono esserne l'unica sorgente, in quanto l'abbondanza di deuterio è tipica di tutte le comete.
La presenza di deuterio in molti composti di idrogeno fu individuata anche in altre comete. Gli astronomi credono che il ghiaccio cometario si formò in una nube interstellare piuttosto che in una nebulosa solare. Modelli teorici sulla formazione di ghiaccio in nubi interstellari suggeriscono che la cometa Hale-Bopp si sia formata a temperature attorno ai 25–46 K (−248,2 – −227,2 °C).

### Specie organiche
Osservazioni spettroscopiche hanno rivelato la presenza di molte specie chimiche organiche, tra le quali alcune mai individuate prima in altre comete. Queste complesse molecole possono esistere all'interno dei nuclei cometari, o potrebbero essere la sintesi di reazioni presenti nella chioma.

### Rotazione
I gas della cometa non si diffondono uniformemente sopra il nucleo, ma da getti situati in punti specifici. Le osservazioni del flusso di materiale espulso ha consentito agli astronomi di misurare il periodo di rotazione della cometa in 11h e 46m. Oltre a questa rotazione sono state riscontrate delle variazioni periodiche per diversi giorni; questo potrebbe implicare che la cometa ruoti su più di un asse.

### È un satellite?
Nel 1999, venne pubblicato uno studio che ipotizzava la presenza di un nucleo cometario binario, per spiegare pienamente i modelli di emissione della polvere interstellare. Lo studio era basato su indagini teoriche, prive di osservazioni dirette di un ipotetico satellite, con un diametro di 30 km, un periodo di rivoluzione di tre giorni e distante 180 km da un nucleo principale avente un diametro di 70 km.
Lo studio fece discutere gli astronomi, anche se le immagini allora disponibili ad alta risoluzioni prese con il telescopio spaziale Hubble non fornivano tracce di un doppio nucleo. Inoltre, anche se sono state osservate molte comete frantumarsi, in nessun caso è stato individuato un nucleo binario stabile. A causa della piccola massa dei nuclei cometari, l'orbita di un nucleo binario avrebbe potuto essere facilmente distrutta dall'interazione gravitazionale del sole e dei pianeti.
Verso la fine del 1997 e durante i primi mesi del 1998, alcune osservazioni con ottiche adattive hanno evidenziato che il nucleo della cometa mostrava un doppio picco di luminosità. Tuttavia vi sono ancora molte controversie al riguardo.

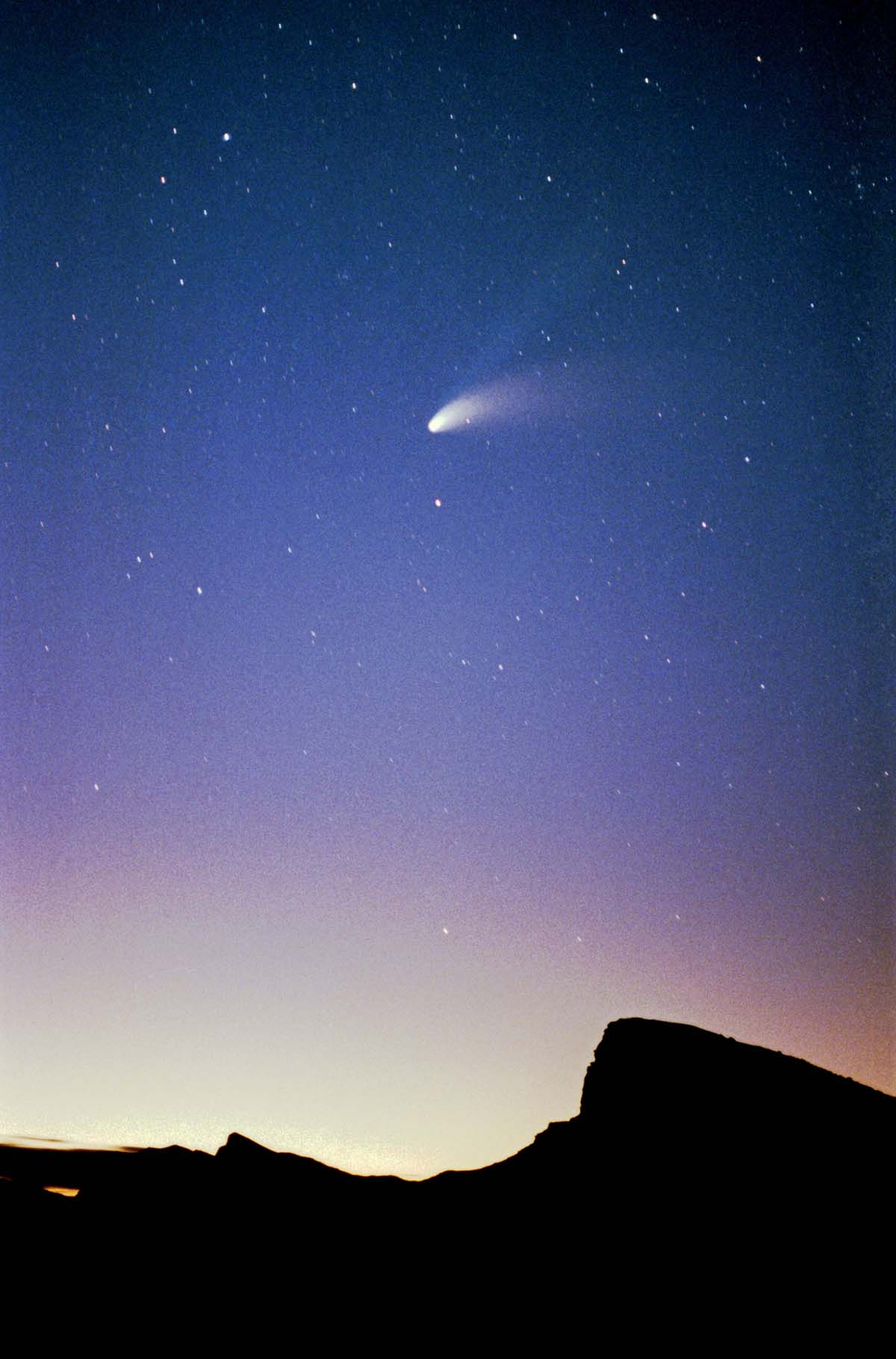
La cometa Hale-Bopp vista da Zabriskie Point, nella Valle della Morte, USA

## L'eredità della cometa Hale-Bopp
Il suo lungo periodo di visibilità e una grande copertura mediatica, hanno fatto di questa cometa, probabilmente la più osservata in assoluto di tutta la storia, creando un grande impatto nel pubblico, da quando passò nel 1986 la cometa di Halley. La cometa batté molti record: quella scoperta più lontana dal Sole, quella con il nucleo cometario più grande conosciuto, quella che rimase visibile ad occhio nudo per un periodo più che doppio rispetto a quelle precedenti conosciute. Inoltre brillò di magnitudine 0 per otto settimane, più di qualsiasi altra cometa osservata nei cento anni precedenti. Internet era un fenomeno in forte crescita a quel tempo e molti siti web in tutto il mondo, che seguivano la sua traiettoria, divennero estremamente popolari fornendo giornalmente immagini della cometa. Internet giocò un ruolo importante nel suscitare attorno alla cometa Hale-Bopp un interesse senza precedenti.

## La setta Heaven's Gate
La setta di Heaven's Gate è tristemente nota per il suicidio di massa avvenuto il 26 marzo 1997, in concomitanza con il massimo avvicinamento della cometa Hale-Bopp alla Terra. I leader del gruppo, Marshall Applewhite (conosciuto come "Do") e Bonnie Nettles (conosciuta come "Ti"), sostenevano che un'astronave spaziale avrebbe seguito la cometa, e che questa astronave fosse il "Livello Successivo" (Next Level) o il "Regno Celeste".